# Червейни змии
Червейните змии (Carphophis) са род влечуги от семейство Смокообразни (Colubridae).
Таксонът е описан за пръв път от Пол Жерве през 1843 година.

## Видове
- Carphophis amoenus
- Carphophis vermis